# Loubens (Gironda)
Loubens è un comune francese di 322 abitanti situato nel dipartimento della Gironda nella regione della Nuova Aquitania.

## Società

### Evoluzione demografica
Abitanti censiti